# Баранов, Владимир Ильич
Владимир Ильич Баранов (1892—1972) — советский радиогеохимик.

## Биография
Родился 21 января 1892 года[по какому календарю?] в Нижнем Новгороде в семье инспектора Нижегородской гимназии.
В 1916 году — окончил физико-математический факультет Московского университета и был оставлен при университете в звании младшего, а затем старшего ассистента (1917—1923), преподавал на Рабфаке МГУ.
С 1923 по 1932 годы — работал научным сотрудником в НИИ физики МГУ.
В 1925 году — преподаватель геологоразведочного факультета Московской горной академии.
В 1925 году — приглашён в качестве консультанта в Госгеолком в Ленинграде, где принимал участие в организации радиометрических кабинетов в ряде геофизических экспедиций.
С 1928 по 1930 годы — научный руководитель лаборатории атмосферного электричества Государственного геофизического института и одновременно заведующий радиевой лабораторией Рентгеновского института в Москве.
В 1927—1934 годах принимал участие в составлении «Технической энциклопедии» под редакцией Л. К. Мартенса, автор статей по тематике «физика».
С 1930 по 1957 годы — профессор Московского геологоразведочного института, в 1944 году организовал там кафедру радиометрии, которой заведовал до 1957 года.
В 1932 году на базе последней создана московская лаборатория РИАН, которую возглавлял до 1941 года.
С 1933 по 1941 годы — научный руководитель радиологической лаборатории Центрального института курортологии. Вместе с В. Г. Хлопиным принимал участие в организации радиологической лаборатории на Государственном радиевом заводе.
По приглашению В. И. Вернадского с 1935 года утверждён старшим специалистом биогеохимической лаборатории АН СССР (БИОГЕЛ).
В 1935 году защитил докторскую диссертацию. Утверждён в звании профессора по кафедре прикладной радиохимии МГУ, где работал до 1972 года.
С 1952 по 1972 годы работал профессором на кафедре геохимии геологического факультета МГУ.
В 1943 году организовал радиометрическую лабораторию во Всесоюзном институте минерального сырья и до 1950 года был её научным руководителем.
С 1948 по 1970 годы заведовал радиогеохимической лабораторией Института геохимии и аналитической химии АН СССР, образованного на базе БИОГЕЛа, а с 1956 по 1962 годы — заместитель директора этого института.
Умер 8 декабря 1972 года в Москве. Похоронен на Введенском кладбище (уч. 10).

## Научная и общественная деятельность
Автор около 250 работ, посвящённых изучению атмосферного электричества, радиоактивности природных вод, почв и горных пород, определению возраста горных пород, Земли, океанических осадков, метеоритов и так далее.
Является одним из создателей прикладной радиогеологии: радиометрических методов поисков и разведки радиоактивных руд, основоположником метода микрорадиографии; участвовал в составлении инструкций и руководств по радиометрии, по терминологии в области измерения ионизирующих излучений, по работе с радиоактивными изотопами. Под его руководством были выполнены первые работы по исследованию природной радиоактивности, в частности радиоактивности вод нефтеносных районов; он впервые установил взаимную связь различных радионуклидов в природных водах, что послужило началом исследованию радиоактивных равновесий; определил содержание и установил основные геохимические закономерности распределения радиоактивных элементов в основных типах почв СССР; применил радиогеохимический анализ для стратиграфических корреляций осадочных пород; выполнил ряд работ по радиогеохимии атмосферы. Являлся одним из пионеров изучения геохимических особенностей радиоактивного загрязнения окружающей среды. Под его руководством и при участии были выполнены первые работы по изучению поведения радона в человеческом организме, поступившего туда во время приёма радоновых ванн, что позволило получить количественные характеристики, необходимые для приготовления искусственных лечебных ванн и грязей. Решил ряд вопросов биогеохимии: усвоение радиоактивных элементов растениями и влияние на их развитие, что давало начало научному обоснованию применения радиоактивности удобрений.
Председатель Межведомственной методической комиссии при ГОСКОМе по использованию атомной энергии, заместитель председателя комиссии по абсолютному возрасту, Комитета по метеоритам, заместитель председателя Секции по проблемам радиобиологии АН СССР, член учёных советов ГЕОХИ АН СССР, МГРИ, РИАНа, геологического факультета МГУ.
Был участником многих экспедиций, международных совещаний в Польше (1954), Франции (1957) и Дании (1960).
На геологическом факультете МГУ создал и читал курсы «Радиоактивные методы разведки», «Радиометрия», «Радиогеология».
Сочинения:
- Радиометрия. — М.: Наука, 1956. — 343 с.

## Награды
- Орден Ленина
- Три ордена Трудового Красного Знамени
- Сталинская премия (1950)
- Заслуженный деятель науки РСФСР (1957)
- Золотая медаль имени В. И. Вернадского (1968) — по совокупности работ в области биогеохимии, геохимии и космохимии